# Leidenrain
Der Leidenrain ist ein Naturschutzgebiet in Wertheim im Main-Tauber-Kreis in Baden-Württemberg.

## Geographie
Das Naturschutzgebiet liegt auf der Gemarkung der Stadt Wertheim.

## Geschichte
Mit einer Verordnung des Regierungspräsidiums Stuttgart über das Naturschutzgebiet Leidenrain vom 8. Mai 1942 wurde das Schutzgebiet ausgewiesen. Damit ist es das älteste Naturschutzgebiet im Main-Tauber-Kreis.

## Schutzzweck
Mit der Unterschutzstellung sollen Horstbäume für Graureiher geschützt werden. Daneben sollen die noch vorhandenen Hochwaldreste für eine Wiederbesiedlung durch den Graureiher erhalten werden. Schutzbedürftig sind in diesem Gebiet auch die floristisch und ökologisch bedeutsamen Waldgesellschaften (Regierungspräsidium Stuttgart).

## Beschreibung

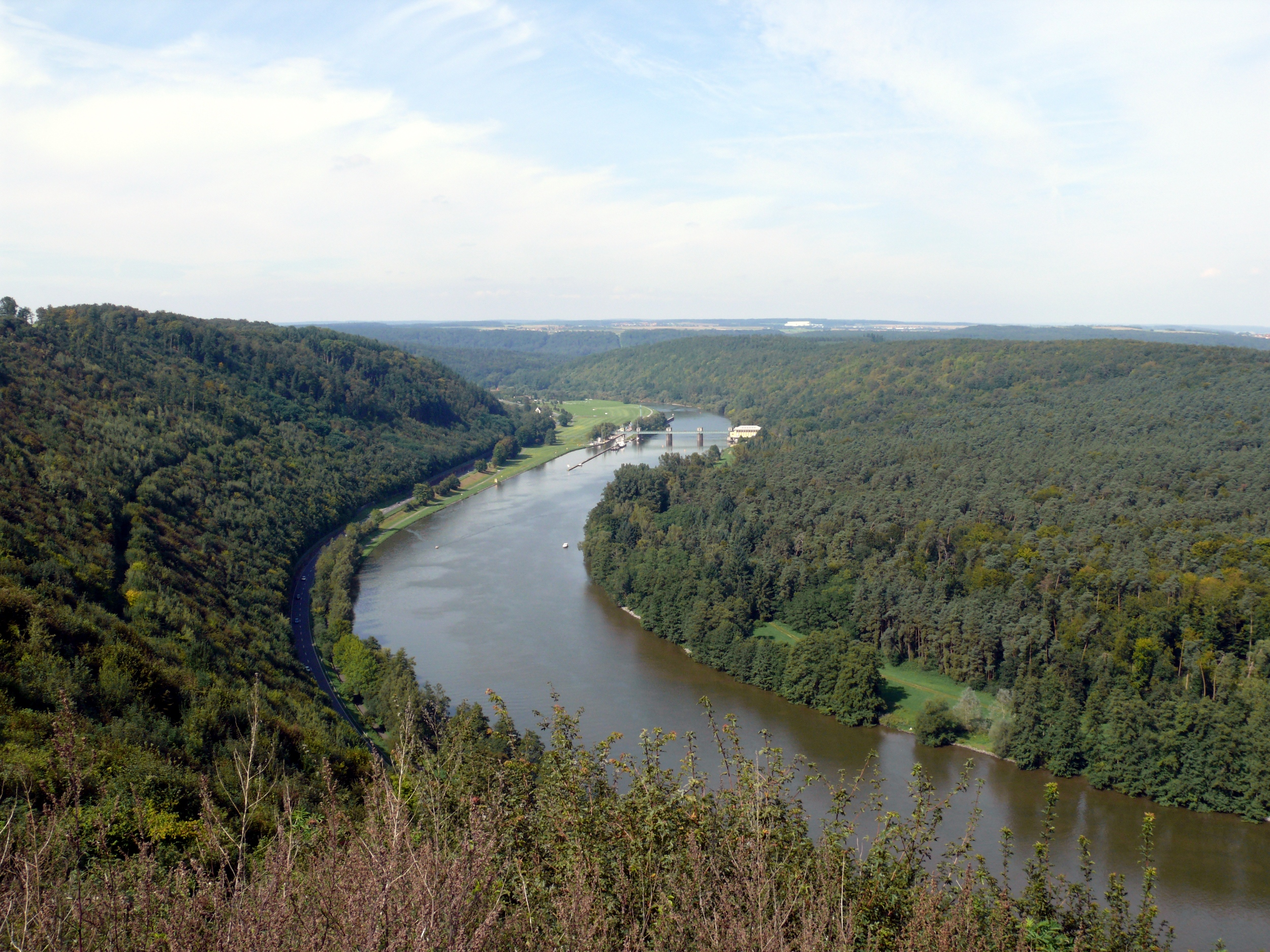
Der Main zwischen Urphar und Eichel/Hofgarten, links am Hang das Naturschutzgebiet Leidenrain (2010)

### Flora
Der Leidenrain ist gekennzeichnet durch einen Perlgras-Buchenwald mit 100-jährigen Eichen und einen winterlindenreicher Niederwald. Das Gebiet liegt an einem steilen Osthang zum Main.

### Fauna
Im Gebiet lag früher eine Graureiher-Kolonie.